# Dean Godson
 (août 2021).
Dean Aaron Godson, baron Godson est le directeur du groupe de réflexion Policy Exchange.
En 2016, l'Evening Standard désigne Godson comme l'une des personnes les plus influentes de Londres. Le commentateur Iain Dale désigne Godson comme l'une des 100 personnes les plus influentes à droite de la politique britannique, dans ses classements annuels entre 2016 et 2018.

## Jeunesse et éducation
Godson est le plus jeune des deux fils de Joseph ("Joe") Godson (1913-1986), un diplomate juif américain d'origine polonaise proche du parti travailliste. La mère de Dean (la seconde épouse de son père) est Ruth Perlman. Le demi-frère aîné de Dean est Roy Godson (né en 1942), professeur émérite à l'Université de Georgetown et spécialiste de la politique internationale et de la sécurité nationale, qui épouse Christine Watson, fille de Sam Watson Secrétaire général de l'Union nationale des mineurs (région de Durham) en 1947 et président du Parti travailliste en 1949-1950.
Godson fait ses études dans trois écoles indépendantes pour garçons, dont la Sussex House School à Cadogan Square à Chelsea, Londres et la St Paul's School à Barnes, Londres, suivies par Gonville et Caius College, Cambridge.

## Carrière
Au cours des années 1980, Godson est assistant de recherche de Ray Whitney, député de Wycombe. Il est également assistant de John Lehman, secrétaire américain à la Marine, Washington DC, et chercheur à l'Institute for Foreign Policy Analysis de Cambridge, Massachusetts et à l'Institute for European Defence and Strategic Studies. De 1990 à 1992, Godson travaille comme documentaliste auprès de James Goldsmith.
De 1992 à 1995, il travaille pour le Daily Telegraph et le Sunday Telegraph comme rédacteur nécrologique, rédacteur en chef et rédacteur de longs métrages. De 1995 à 2004, il est rédacteur en chef du Daily Telegraph, écrivant principalement sur la politique intérieure du continent et l'Irlande du Nord. De 1997 à 2004, il est rédacteur en chef adjoint de The Spectator sous la direction de Boris Johnson (avant que ce dernier ne devienne maire de Londres), rédacteur en chef pour le magazine Prospect et rédacteur en chef consultant pour le New York Sun.
Au cours de sa carrière politique, Godson se présente comme candidat à Great Grimsby en 1997 et est le premier vice-président de l'Association conservatrice de Kensington et Chelsea de 1995 à 1998.
Godson est l'auteur de Himself Alone: David Trimble and the Ordeal of Unionism (Harper Collins, 2004) qui est présélectionné pour le Christopher Ewart-Biggs Memorial Prize. Andrew Marr le qualifie de "grand acte de reportage politique - une histoire instantanée, si vous voulez - sur le drame de la recherche de la paix en Irlande du Nord". Il est professeur invité à l'Université d'Ulster.
Le 22 décembre 2020, il est créé pair à vie conservateur avec le titre de baron Godson, de Thorney Island dans la ville de Westminster.

## Policy Exchange
Godson rejoint Policy Exchange en 2005 et dirige initialement ses recherches sur la politique de sécurité, avant d'en devenir le directeur en 2013.
En 2005, Godson édite Remplacer le Routemaster: comment annuler la destruction par Ken Livingstone du meilleur bus de Londres . L'étude, qui comporte des contributions de Colin Cramphorn, Simon Jenkins, Andrew Gilligan et bien d'autres, est la première critique majeure de la politique de Ken Livingstone consistant à supprimer le bus Routemaster. Le rapport influence la politique ultérieure de « nouveau maître de route » de Boris Johnson lors des élections à la mairie de Londres en 2008 et est attaqué par le maire travailliste sortant Ken Livingstone dans ses mémoires.
En tant que chef de l'unité de sécurité de Policy Exchange, Godson produit un certain nombre de rapports examinant les points de vue des musulmans britanniques. En 2009, il publie « Choisir nos amis avec sagesse : critères d'engagement avec les groupes musulmans » par l'ancien radical Hizb ut-Tahrir Shiraz Maher et Martyn Frampton de Peterhouse, Cambridge. Le rapport est salué par Charles Guthrie, ancien chef d'état-major de la Défense, comme "remarquable".
En juin 2011, le chroniqueur Matthew D'Ancona écrit dans l'Evening Standard que l'examen par le gouvernement de sa stratégie antiterroriste est « un hommage à une bataille intellectuelle menée au fil des ans par le groupe de réflexion sur la modernisation, Policy Exchange... et, plus précisément,, le chef de son unité de politique étrangère et de sécurité, Dean Godson ».
En octobre 2007, Policy Exchange publie un rapport intitulé The Hijacking of British Islam: How extremist Literature is subverting mosques in the UK. Godson s'est retrouvé mêlé à une controverse lorsque Newsnight diffuse une émission le 12 décembre 2007 qui suggère que certains des reçus prétendant prouver que la vente de matériel extrémiste avaient été falsifié, et qu'une partie du matériel provenait de librairies prétendument sans lien avec le mosquées citées dans le rapport.
Le travail de Godson sur la lutte contre l'extrémisme est salué dans un discours prononcé en 2014 par le Premier ministre britannique de l'époque, David Cameron, le qualifiant d'« incroyablement important » et déclarant qu'il « a eu une énorme influence » .
En février 2020, le conservateur Iain Dale décrit Policy Exchange comme « le groupe de réflexion prééminent du village de Westminster » dans un article sur ConservativeHome, notant que « Dean Godson, qui est le directeur de Policy Exchange depuis 2013, a habilement dirigé Policy Exchange à travers trois administrations conservatrices différentes d'une manière que d'autres groupes de réflexion ne peuvent que s'émerveiller.